# Inde aux Jeux olympiques de la jeunesse d'hiver de 2012
L'Inde a participé aux Jeux olympiques de la jeunesse d'hiver de 2012 à Innsbruck en Autriche du 13 au 22 janvier 2012. L'équipe indienne était composée d'une skieuse alpine. 

## Résultats

### Ski alpin
L'Inde a qualifié une femme en ski alpin.
Femme
| Athlète        | Épreuve      | Finale        | Finale        | Finale        | Finale |
| Athlète        | Épreuve      | Manche 1      | Manche 2      | Total         | Rang   |
| -------------- | ------------ | ------------- | ------------- | ------------- | ------ |
| Aanchal Thakur | Slalom       | 1 min 06 s 70 | 1 min 02 s 76 | 2 min 09 s 46 | 27     |
| Aanchal Thakur | Slalom géant | 1 min 23 s 83 | 1 min 24 s 88 | 2 min 48 s 71 | 43     |